# Zahlungsunfähigkeit
Zahlungsunfähigkeit (englisch insolvency, illiquidity) liegt in der Wirtschaft vor, wenn ein Schuldner seine fälligen Zahlungspflichten nicht erfüllen kann. Gegensatz ist die Solvenz.

## Allgemeines
Voraussetzungen sind mithin, dass die Zahlungspflichten fällig sind und dass der Schuldner nicht in der Lage ist, sie zu erfüllen. Ist er jedoch in der Lage, sie zu erfüllen und will sie aber nicht erfüllen, liegt Zahlungsunwilligkeit vor. Dem Schuldner fehlt es bei seiner Zahlungsunfähigkeit an liquiden Mitteln oder an ungenutzten Kreditlinien, um die fälligen Schulden begleichen zu können. Eine Zahlungsunfähigkeit kann dann nur noch durch den Gläubiger verhindert werden, indem dieser Zahlungsaufschub durch Prolongation, Stundung oder Umschuldung gewährt oder sogar einen Schuldenerlass ausspricht.

## Rechtsfragen
Zahlungsunfähigkeit ist im Insolvenzrecht ein in § 17 Abs. 2 InsO geregelter Rechtsbegriff, wonach der Schuldner – unabhängig von seiner Rechtsform – als zahlungsunfähig gilt, wenn er nicht in der Lage ist, die fälligen Zahlungspflichten zu erfüllen. Dabei ist in der Regel Zahlungsunfähigkeit anzunehmen, wenn der Schuldner seine Zahlungen eingestellt hat. Ein Schuldner droht gemäß § 18 Abs. 2 InsO zahlungsunfähig zu werden, wenn er voraussichtlich nicht in der Lage sein wird, die bestehenden Zahlungspflichten im Zeitpunkt der Fälligkeit zu erfüllen. Die Zahlungsunfähigkeit und die drohende Zahlungsunfähigkeit sind neben der Überschuldung (§ 19 Abs. 2 InsO) die Insolvenzgründe, von denen mindestens einer vorliegen muss, damit ein Insolvenzantrag gestellt werden kann (§ 15a InsO, § 17 InsO).
Zahlungsunfähigkeit liegt insolvenzrechtlich vor, wenn dem Schuldner die nötigen Zahlungsmittel fehlen und er deshalb andauernd – und nicht nur vorübergehend – außerstande ist, seine wesentlichen fälligen Verbindlichkeiten noch zu erfüllen. Keine Zahlungsunfähigkeit im insolvenzrechtlichen Sinne ist ein temporärer Liquiditätsmangel, welcher binnen 21 Tagen zu beheben ist. Der Bundesgerichtshof (BGH) führt dazu aus: „Von der Zahlungsunfähigkeit abzugrenzen ist die bloße Zahlungsstockung, d. h. der kurzfristig behebbare Mangel an flüssigen Mitteln. Dieser muss in einem Zeitraum von maximal drei Wochen zu beseitigen sein.“ Die Bugwellentheorie wird vom BGH deshalb nicht geteilt. Danach liegt keine Zahlungsunfähigkeit vor, wenn der Schuldner zwar eine „Bugwelle“ von Verbindlichkeiten vor sich herschiebe, diese aber ausnahmslos in drei Wochen erfüllen könne.

## Wirtschaftliche Aspekte
Kann mithin eine Zahlungsstockung innerhalb von drei Wochen behoben werden, indem der Schuldner innerhalb dieser Frist neue Liquiditätsquellen findet, wird eine Zahlungsunfähigkeit abgewendet. Grundlage für die Ermittlung der Zahlungsfähigkeit ist ein Liquiditätsplan, aus dem die Einzahlungen und Auszahlungen hervorgehen. Zur Ermittlung der Zahlungsunfähigkeit werden alle fälligen Zahlungsverpflichtungen herangezogen. Darunter fallen auch jene Geldschulden, die vom Gläubiger bislang nicht angemahnt, eingeklagt oder vollstreckt wurden, sowie Überziehungen von Kontokorrentkreditlinien.
Übersteigen die Einzahlungen die Auszahlungen oder sind beide gleich hoch, liegt Zahlungsfähigkeit vor. Entsprechend handelt es sich um Zahlungsunfähigkeit, wenn die Auszahlungen die Einzahlungen übersteigen:
{\displaystyle Auszahlungen>Einzahlungen}.
Diese statische Liquidität kann mit Hilfe der künftigen Fälligkeiten zu einem dynamischen Liquiditätsplan erweitert werden, so dass ermittelt werden kann, ob zu einem bestimmten Zeitpunkt Illiquidität vorliegt. Diesem Liquiditätsrisiko muss durch vorausplanendes Cash Management begegnet werden.
Für Gläubiger gilt es im Forderungsmanagement, Debitoren mit mangelnder Zahlungsmoral frühzeitig zu identifizieren, um das Zahlungsrisiko eines künftigen Forderungsausfalls zu vermeiden.